# نضلة بن نعيم التميمي
نضلة بن نعيم بن بن خازم بن عبد الله النهشلي الدارمي التميمي (95 هـ - 160 هـ / 713م - 777م) قائد عسكري من القادة الشجعان في الدولة العباسية، وهو ابن عم القائد المشهور خازم بن خزيمة التميمي أحد نقباء بني العباس، شهد نضلة بن نعيم حرب الخوارج الصفرية في البحرين، وحرب الخوارج الإباضية في عمان وكان له بلاءً حسن في قتالهم، وشهد قتال الراوندية عندما ثاروا على الخليفة العباسي أبو جعفر المنصور فقتلهم عن أخرهم، وقد إشترك مع ابن عمه خازم بن خزيمة في قتال الخوارج في العراق وظفروا بهم وقتلوا قائدهم ملبد بن حرملة الشيباني، وحضر أيضاً قتال الوالي المتمرد عبد الجبار بن عبد الرحمن الأزدي في خراسان والقضاء عليه، وقد توفي في بغداد عام 160 هـ وله خمسة وستين عاماً.

## نسبه
هو نضلة بن نعيم بن خازم بن عبد الله بن حنظلة بن نضلة بن حرثان بن مطلق بن صخر بن نهشل بن دارم بن مالك بن حنظلة بن مالك بن زيد مناة بن تميم بن مر النهشلي الدارمي الحنظلي التميمي.